# Astracme mucronata
Astracme mucronata is een slangster uit de familie Gorgonocephalidae.
De wetenschappelijke naam van de soort werd in 1869 gepubliceerd door Theodore Lyman.
1. ↑  Lyman, T. (1869). Preliminary report on the Ophiuridae and Astrophytidae dredged in deep water between Cuba and Florida Reef. Bulletin of the Museum of Comparative Zoölogy at Harvard College 1(10): 348. Gearchiveerd op 1 januari 2020.